# وارسون
وارسون (به انگلیسی: Warsop) یک شهرک در بریتانیا است که در وارسون واقع شده‌است. وارسون ۱۱٬۹۹۹ نفر جمعیت دارد.